# 严镜清
严镜清（1905年—2005年），男，浙江宁波人，中国公共卫生专家，北京市卫生局首任局长，中国农工民主党中央委员会原常务委员，第五、六届全国政协委员。